# Hội quán Quỳnh Phủ (Thành phố Hồ Chí Minh)
Hội quán Quỳnh Phủ (chữ Hán: 瓊府會館), còn được gọi là Chùa Bà Hải Nam, là một cơ sở tín ngưỡng tại địa chỉ số 276 đường Trần Hưng Đạo B, Phường 11, Quận 5, Thành phố Hồ Chí Minh. Đây là ngôi miếu do cộng đồng người Hoa nhóm ngôn ngữ Hải Nam xây dựng tại Chợ Lớn xưa.
Hội quán được Bộ Văn hóa – Thông tin (nay là Bộ Văn hóa, Thể thao và Du lịch) xếp hạng di tích kiến trúc nghệ thuật cấp quốc gia vào ngày 28 tháng 12 năm 2001.

## Lịch sử
Theo nội dung các văn bia, hội quán được xây dựng vào năm Đạo Quang thứ 3 triều Thanh (1824) và đã trải qua 5 đợt trùng tu, mở rộng vào các năm: Tân Mão Đạo Quang thứ 11 (1831), Tân Mùi Đồng Trị thứ 10 (1871), Ất Hợi Quang Tự thứ 1 (1875), Đinh Sửu Dân Quốc thứ 26 (1937) và Giáp Ngọ Dân Quốc thứ 43 (1954).

## Kiến trúc
Hội quán nổi bật với các bức liễn đối, hoành phi, hương án, đồ thờ được chạm trổ công phu, chữ khắc đạt trình độ thư pháp cao, liễn đối có nội dung sát thực về lịch sử của cộng đồng di dân Hải Nam.

## Thờ tự
Đối tượng thờ chính ở chùa là Thiên Hậu nguyên quân và hai phối tự Thủy Vĩ Thánh nương, Ý Mỹ nương nương, đều được người Hải Nam tôn là thần bảo hộ cư dân buôn bán viễn dương và đi lại trên biển. Đặc biệt nơi đây còn thờ "108 anh linh". Theo lời tục truyền đây là những người thuộc một đoàn thương buôn bị nhóm tham quan địa phương sát hại ném xác xuống Biển Đông để cướp hàng hóa và nữ trang. Về sau, một viên quan trong số đó hối hận vì đã tham gia vào việc làm bất nhân này nên đã đem sự việc trình vua. Sau khi tra xét, vua xử phạt bọn quan phạm tội và ban sắc giải oan cho 108 người này. Cũng theo tục truyền, 108 oan hồn này thường hiển linh cứu giúp những người đi biển gặp nạn nên được người Hải Nam thờ phụng rất phổ biến.
Hàng năm, chùa có các ngày lễ hội:
- Rằm tháng giêng: Tết Nguyên tiêu (lễ cúng và đấu giá lồng đèn)
- 10 tháng 2: Lễ cúng Ý Mỹ nương nương
- 23 tháng 3: Vía Bà Thiên Hậu (lễ lớn nhất trong năm)
- 5 tháng 5: Tết Đoan Ngọ
- 16 tháng 6: Lễ cúng "108 anh linh"
- 15 tháng 8: Tết Trung thu
- 15 tháng 10: Lễ cúng Thủy Vĩ Thánh nương

Trong các lễ nêu trên, lễ vía Thiên Hậu được coi là lễ chính. Trước kia vào dịp lễ này, ngoài các nghi thức tắm tượng, cúng tế còn có lễ rước cộ Bà đi khắp phố phường.